# جون دافيسون روكفلر
جون دافيسون روكفلر (بالإنجليزية: John D. Rockefeller)‏ (8 يوليو 1839 - 23 مايو 1937) ويعرف أيضا ب جون دافيسون روكفلر الأب تمييزا له عن ابنه جون (1874 - 1960)، كان من كبار رجال الأعمال والصناعيين في الولايات المتحدة الأمريكية، لعب دورًا محوريًا في تأسيس صناعة النفط وذلك عن طريق شركة «ستاندرد أويل» التي قام بتأسيسها في عام 1870 في كليفلاند بولاية أوهايو الأمريكية، وقد تمكن روكفلر من السيطرة على نحو 90% من صناعة تكرير النفط في الولايات المتحدة بحلول عام 1879.

## النفط في الولايات المتحدة
ونظرًا للسيطرة التي تمتع بها روكفلر على صناعة النفط الأمريكية عبر شركة «ستاندرد أويل» العملاقه والتي ترأسها منذ تأسيسها في يناير 1870، ولأن «ستاندرد» التي تم تفكيكها بقرار المحكمة العليا الأمريكية عام 1911 تشكل اليوم العمود الفقري لصناعة النفط الأمريكية والشركات الناتجة عن تفكيك «ستاندرد» إلى 34 شركة مثل إكسون وموبيل (اندمجوا معا في أواخر التسعينيات ليشكلوا إكسون موبيل - أكبر شركة نفط خاصة في العالم)، وشيفرون (ثاني أكبر شركة نفط في الولايات المتحدة بعد إكسون موبيل)، وكونوكو (اندمجت فيما بعد مع فيليبس ليشكلوا كونوكو فيليبس - ثالث أكبر شركة نفط في  الولايات المتحدة بعد إكسون موبيل وشيفرون)، وسوهايو وأموكو وأرامكو (استحوذت بريتيش بتروليوم فيما بعد على سوهايو وأموكو وأرامكو والثلاثة معا يشكلون شركة بي بي في شمال أمريكا وارامكو في المملكة العربية السعودية) وماراثون أويل وعدة شركات أخرى تعمل أيضا في مجال النفط وخدماته، نظرا لهذه العوامل، يعتبر روكفلر - بلا جدال - أهم رجل أعمال في تاريخ صناعة النفط منذ انطلاق هذه الصناعة عام 1859 وحتى اليوم.
في الكتاب الشهير عن تاريخ صناعة النفط «الجائزة: ملحمة البحث عن النفط، المال والسلطة» ، حيث يتحدث الكاتب الأمريكي «دانيل يرغين» بإسهاب عن دور روكفلر في صناعة النفط، يصف «يرجين» «جون روكفلر» كما جاء في إحدى المقتطفات من الكتاب: «... الشاب الذي ربح ذلك المزاد في كليفلاند في عام 1865. حتي في ذلك الحين، في السادسة والعشرين من العمر، كان جون د. روكفلر قد ترك انطباعا منفرا. طويل القامة ورفيع القوام، أدهش الأخرين كمعتزل، قليل الكلام، بعيد وزاهد...».
 ولد جون روكفيلير في مدينة ريتش فورد بولاية نيويورك الأمريكية، وهو من أصول ألمانية في حين أن والدته من أصول أسكتلندية درس في «أكاديمية اويغو» سنة 1851 م ثم انتقل إلى سترونجيسفيل Strongsville وهي ضاحية من ضواحي مدينة كليفلاند حيث نال شهادة الثانوية العامة الرسمية، ثم انضم لدورة في إدارة الأعمال والأرشيف التجاري في كلية فولسوم Folsom's college ونجح فيها بامتياز، استهوته دراسة الحساب والأرقام فأبدع في هذا المضمار وأصبح من رواده وكان يتمتع بسمعة جيدة ومشهور بحسن أدائه وبسرعة البديهة لديه وبلاغة المنطق وطلاقة لسانه وصدق حديثه وأمانته وذكائه الشديد، عمل كمساعد محاسب ثم تطور بسرعة وأصبح المسؤول الأول عن حسابات الكميات والتسعير والتثمين في أنحاء ولايته.
وقد جمع جراء ذلك مبلغ يقدر ب 2500 دولار أمريكي، وفي سنة 1859 م أنشأ مع السيد ماريسبي كلارك Maurice b.clark وهو صديق قديم له شركة تجارية تعمل بنشاط المواد الغذائية والاستهلاكية من ضمنها القطران، ومن خلالها انتقل للأعمال الصناعية فأنشأ والأخوين كلارك سنة 1863 م أول مصفاة للبترول في مدينة كليفلاند بولاية أوهايو وبتلك الخطوة الجريئة أصبح متقدما من الناحية المالية والعملية، وفي سنة 1865 م اشترى حصة الأخوين كلارك بقيمة 72 ألف دولار وأصبح المالك الوحيد للشركة، ثم أنشأ سنة 1870 م عدة مصافي في ولاية أوهايو بالاشتراك مع مجموعة من رجال الأعمال والمستثمرين وأصحاب الخبرة في مجال الكحول، وهم المخترع الكيميائي البريطاني الذي أصبح أمريكي لاحقا والمتخصص باستخراج النفط الصخري صمويل أندروز وشقيق جون روكفلر الأصغر ويليام روكفلر وابن كليفلاند رجل الأعمال الشهير ستيفن هاركنس لتأسيس شركة أطلقوا عليها اسم «ستاندرد اويل» البترولية برأسمال قدره مليون دولار أمريكي تحت راية «ستاندارد اويل standard oil» لتصبح من كبرى شركات النفط في الولاية.
ثم انتقل إلى مصفاة الكيروسين والديزل وزيوت المحركات وأضحى عميد صناعة الطاقة في جميع أنحاء الولايات المتحدة الأمريكية فلا منافس حقيقي له في هذا المجال، وكان كل ما مرت شركة إنتاج نفطي بضائقة مالية أو تعثرت بأدرتها عمل على شرائها بأسعار مغرية حتى سيطر سيطرة تامة على السوق النفط وأعماله في جميع أنحاء أمريكا الشمالية.
بحيث أصبح 90% من استخراج وتكرير وبيع وتحميل وشحن الذهب الأسود تابع لشركاته بصورة أو بأخرى، وفي سنة 1879م اتهم تحالف بنسلفانيا روكفيلير بأنه يحتكر تجارة وصناعة الكحيل في الولايات المتحدة الأمريكية قاطبة، ورفعوا شكوى للمحكمة الفدرالية على شركته (ستاندارد اويل) واجتمعت هيئة المحلفين والقضاة ولجنة محاربة الاحتكار لتقول في تقريرها إن روكفيلير يمتلك عشرين ألف بئراً وأربعة آلاف ميل من خطوط الأنابيب وخمسة آلاف صهريج نقل ومئة وخمسون ألف موظفاً وثمانية وأربعين حقلاً و9 أحواض وبذلك فهو يسيطر على 90% من صناعة النفط الأمريكي.
هذا وكان جون روكفلير قد عمل على أنشأ بورصة منهاتن للنفط سنة 1882م لتسهيل تداول وبيع العقود الآجلة، كما انتقل للعيش في مدينة نيويورك التجارية وأصبحت راية «ستاندارد أويل standard oil» ترفرف في الشارع الخامس هناك، ولاحقا بنى برجها في منطقة برودوي وقد حمل اسم «ستاندرد اويل»
ثم حول شركته إلى شركة قابضة تحت مسمى النفطية القياسية معيار (الثقة) وترأس مجلس أدارتها 1909م وفي سنة 1911م حكمت المحكمة العلية الأمريكية على شركة معيار (الثقة) بالتقاسم إلى 34 شركة جديدة، بسبب انتهاكها لقوانين الاحتكار والسيطرة المعمول بها في أسواق الولايات الأمريكية، وهنا ظهرت شركات مثل ستاندارد أويل أوف كاليفورنيا وستاندارد أويل أوف نيوجيرسي ستاندارد اويل أوف أوهايو ستاندارد أويل أوف نيو يورك ستاندارد أويل أوف أنديانا والقياسية وأخيرا اكسون موبيل، وكانت جميعها تابعة له بطريقة غير مباشرة. وبعد حكم محكمة الاحتكار قرر روكفيلار الاستثمار خارج بلاده وبدأ يتوسع تدريجيا في أمريكا اللاتينية وأوروبا والشرق الأوسط ثم أفريقيا وآسيا وأضحت المنافسة محصورة بينه وبين تحالف رويال تدش شل البريطانية -الهولندية وشركة النفط الأنجلو-فارسية برتيش بتروليوم لاحقا وبارانوبل السويدية -الروسية التي أممت لاحقا وأصبحت خارج السوق علماً بان الشركات المذكورة تقاسمت منابع النفط في العالم متنافسة في تلك المرحلة. هذا وقد جعل روكفيلير العمل الخيري جزءً أساسياً من حياته العملية، وكان له أياد بيضاء في أغلب مناطق العالم لاسيما في الولايات المتحدة الأمريكية فقد أنشاء الجمعيات الخيرية والإنسانية وساعدة مناهج البحث العلمي والفقراء وبيوت كبار السن واللاجئين والمحتاجين، وفي آخر سنين عمره تعرض لعدة أزمات قلبية فارق الحياة على أثرها في منزله الكائن في أورمندا بيتش بولاية فلوريدا< Ormond beach Florida، ودفن بمقابر العائلة في كليفلاند سنة 1937م.

## وصلات خارجية
- جون دافيسون روكفلر على موقع IMDb (الإنجليزية)
- جون دافيسون روكفلر على موقع الموسوعة البريطانية (الإنجليزية)
- جون دافيسون روكفلر على موقع ميوزك برينز (الإنجليزية)
- جون دافيسون روكفلر على موقع إن إن دي بي (الإنجليزية)
- جون دافيسون روكفلر على موقع قاعدة بيانات الفيلم (الإنجليزية)
- أعمال أو نبذة عن جون دافيسون روكفلر على أرشيف الإنترنت
- أعمال جون دافيسون روكفلر في ليبري فوكس